# Gunder Högström
Sven Gunder Högström, född 17 januari 1944, är en svensk före detta fotbollsspelare som representerade Gais 1965–1970.

## Karriär
Högström började spela fotboll i Gais pojklag, men platsade inte riktigt och gick därför till Örgryte IS 1954. I ungdomen spelade han även handboll i klubben Stafetten och bandy i BK Qviding. Han spelade även fotboll för IF Stendy innan han värvades tillbaka till Gais av Åke Lindegarth i mitten av 1960-talet. Han debuterade i A-laget 1965 och spelade den säsongen tre matcher. Därefter var han ordinarie i klubbens A-lag, och gjorde sig känd som en fruktad markeringsspelare som ofta kunde spela direkt fult, och jämfördes med de brittiska hårdingarna Nobby Stiles och Billy Bremner. 1969 kallades han "kungamördare" då Malmö FF:s Dag Szepanski efter flera ojusta ingripanden av Högström gav igen, och själv blev utvisad för tilltaget. Högström själv blev dock aldrig utvisad under sin tid i Gais.
Totalt blev det 71 matcher (0 mål) för Högström i Gais. 1970 blev Högström sparkad av Gais av disciplinära skäl, och han värvades därefter av Kungshamns IF. Efter två år i Kungshamn gick han till Norrby IF, där han fick senare Gaisbekantingen Bosse Falk som tränare.

### Ishockey
Högström spelade även ishockey i Gais HK på 1960-talet. Även där var han en tuff spelare, som tillbringade mycket tid i utvisningsbåset. Som ishockeyspelare tilldelades han 1967 Hedersmakrillen.

## Utanför idrotten
Högström var brorson till tidigare Gaisspelaren Stig Andersson, och systerson till Leif Skoglund. Efter fotbollskarriären blev han naprapat, och han har bland annat arbetat på Göteborgsoperan. Han har även arbetat ideellt i Qviding FIF, där han hjälpt äldre att hålla kroppen i gång.